# جان مندلسون (پزشک)
جان مندلسون (انگلیسی: John Mendelsohn; ۳۱ اوت ۱۹۳۶ – ۷ ژانویهٔ ۲۰۱۹) دانشمند در زمینه اهل ایالات متحده آمریکا بود.
وی همچنین برندهٔ جوایزی همچون برنامه فولبرایت شده‌است.